# Централна банка БиХ (филијала Бања Лука)
Главна банка Републике Српске Централне банке Босне и Херцеговине Бања Лука је главна организациона јединица Централне банке БиХ за Републику Српску. Активности Главне банке РС су купопродаја домаће валуте, управљање рачунима резерви комерцијалних банака, снабдјевање комерцијалних банака готовим новцем, међубанкарски платни промет, прикупљање статистичких података из банкарског сектора и друге активности у складу са Законом и интерним актима Централне банке.

## Организациона структура Централне банке БиХ
Централна банка БиХ основана је 20. јуна 1997. године Законом о Централној банци који је усвојила Парламентарна скупштина Босне и Херцеговине, и функционише на децентрализованом принципу кроз централу у Сарајеву, три главне јединице од тога једна главна јединица у Републици Српској (Главна банка Републике Српске ЦББиХ Бања Лука) а двије у Федерацији (Сарајево и Мостар) у организационој шеми постоје још и филијале Централне банке у Брчком и на Палама.

## Нова зграда сједишта банке
У августу 2014. отворено је ново сједиште Главне банке Републике Српске у центру Бање Луке на локацији Паскулине циглане. Градња је трајала три године а у њу је уложено 13,72 милиона КМ. До изградње нове зграде Главна банка РС била је смјештена у Пословном центру „Екватор“. Нова зграда има 6.470 метара корисне површине, састоји се од трезорског и административног дијела те помоћних и простора за паркирање. Има и три подземне етаже у којима су смјештене трезорске коморе, гараже, бројачнице новца и помоћне просторије. Трезор банке изграђен је по стандардима Европске уније.